# Şenol Tenekecioğlu
Şenol Tenekecioğlu – turecki zapaśnik walczący w stylu wolnym. Zajął dwunaste miejsce na mistrzostwach świata w 1982. Złoty medalista igrzysk śródziemnomorskich w 1979. Trzeci na ME juniorów w 1980. Drugi na ME młodzieży w 1982.